# フリーアドレス
フリーアドレスとは、図書館の閲覧室のように、社員が個々に机を持たないオフィススタイル。和製英語である。

## 概要
1987年3月に清水建設・技術研究所で世界で初めて実現された1)。それ以前に、シカゴのIBMでMITのトーマス・アレンらが、個室オフィスをオープンにして座席を共用するnon-territorial officeを実験的に実現したが、フリーアドレスの言葉とともに、オープンオフィスで座席を共用するスタイルは日本生まれである。
机と椅子が用意されたカフェスタイルの部屋に、社員が携帯電話や無線IP電話、無線LAN、ノートパソコンを持って、空いている机で仕事をする。書類などは全て、個人用のキャビネット、あるいは部署の共用キャビネットに保管し、個人専用の空間は設けないのが特徴である。筆記具などの個人用の道具はキャスター付きのワゴンやトートバッグなどに保管し、適宜移動して使用する。個人が机を持たないために個人の持ち物が大幅に削減できるという。
当初のコンセプトは、日本のオフィスの一人あたり面積が欧米に比べて極端に狭いために、せめて実質使える一人あたり面積を欧米並みにするためにとの、苦肉の策であった。従って、当初の目的は、不在者の席を在席者が使うことで、そのときに使える机上面積を増やそうという試みであった。つまり、在席率が50％であれば、実質の机上面積は2倍になるというわけである。
しかし、逆にフリーアドレスのコスト削減効果に着目し取り組む企業も多い。この場合、在席率が50％であれば、オフィス面積は2分の1で済むことになり、したがって賃料も2分の1となる。
他方、単に面積とコストのみに着目するのみならず、オフィスのモデルチェンジを通じて社員の働き方の改革を目指す動きもあり、近年はこちらに注目が集まっている。
具体的な例としては、紙の書類を削減し電子化することによる情報共有推進、席を固定されない事による部門を超えたコミュニケーションの促進、社外からアクセス可能な各種システム導入によって帰社を不要とした移動時間の削減・効果的活用、などが挙げられる。
その会社が実現したい働き方、導入時期（技術）、業種などによって、同じフリーアドレスと言っても各社で様相は異なっている。

## 課題
机が無い事で疎外感を持ったり、退社時に書類や荷物を机の上に置くなどして暗示的に占有を宣言する社員なども現れるため、運用には組織的な風土・民度の高さが要求される。そのため、徹底した導入には綿密な調査と可能性の検討、風土づくりが必要となる。
机のないことを克服するとともに、空間を有効利用するために、移動折り畳みデスクを活用した中部電力・電力技術研究所の事例もある。
管理職にとっても、席の位置や机のグレードによって自らの地位を主張することができないというレベルの低い不満のみならず、部下が決まった位置にいないことによってコミュニケーションや管理が難しくなるという状況も招くことになり、マネージメント能力の向上や、マネージメントのやりかたを変える事が必要となる。
また、セキュリティ上の問題も課題としてあげられる。
特に大企業や人の入れ替わりが激しい企業においてフリーアドレスを採用したような場合、社外の人間が隣に座っていても気付かない、という状況が起こりうる。
入退室管理システムの導入等によるシステム的な管理の他、社内では必ず社員証を身につける等のセキュリティ教育を十分実施しなければならない。

## 日本国内の導入の歴史
米国からFM（ファシリティマネジメント）の概念が導入され、1989年に日本IBMの箱崎事業所のSEのためのオフィスで、グループアドレスが試みられて以来、初期には会社にいない事が多い営業部員を対象に、オフィス面積の削減を狙って導入される事が多かった。また、フリーアドレスオフィス導入のための研究も多くなされ、1998年度には日本建築学会奨励賞 もフリーアドレスオフィス関連の論文2)に出されている。
当初はなかなか成功事例と言えるものが出ていなかったが、1994年にプライスウォーターハウスクーパースコンサルタント（現・IBM ビジネスコンサルティング サービス）が明豊（現・明豊ファシリティワークス）の協力の元導入した本格的なフリーアドレスオフィスが第8回日経ニューオフィス賞推進賞を受賞し、注目を集めた。
同社は1997年にはさらにPHSを用いたモバイルオフィスに進化させたことによって、第10回のニューオフィス賞も受賞している。
これらの受賞に加え、同社では積極的に外部の企業を招いてオフィス見学や説明会を実施したことにより、企業の導入機運が高まった。
成功の要因としては、コストのみに注目するのではなく明確にワークスタイルを定義したこと、社員の努力のみに依存するのではなくそれをサポートする仕組みを構築したこと、技術的にフリーアドレスが行いやすい状況が整った（ノートPCが持ち歩けるサイズになった、PHSによる安価な通信が可能となった）ことが挙げられる。
その他、JRバス関東、NTTドコモ、日本IBM、日本テレコム（現・ソフトバンクテレコム）、コクヨ、くろがね工作所等が試みとして知られている。
フリーアドレスの概念は、海外へも輸出され、DECのフィンランドやスウェーデン、Erricson、Arthur Andersen、Ernst&Young、Chiat-Day等でも実施されるようになった。
2004年後半からフリーアドレス向けの機器や机・家具が販売されてきている。
2005年2月17日、日本テレコムは、新本社移転を機にフリーアドレスを導入した。
なお、同社のフリーアドレス導入は、プライスウォーターハウスクーパースコンサルタント（株）のフリーアドレス導入時に社長として導入を指揮していた、倉重英樹社長（当時）の指示によるものである。

## フリーアドレス導入支援企業
フリーアドレスの支援を行っている企業群は大別すると以下のように分類できる。
- 主にオフィス設備やデザインの観点からのファシリティマネジメント系企業
- オフィス家具や什器を扱う事務用品系企業
- モバイルワークを中心とした提案を行う通信系企業
- ワークスタイルの変革等のトータルな支援を謳ったコンサルティング系企業

## フリーアドレス導入に向かない企業
- 紙ベースの仕事を多く取り扱う企業
- 部署が固定されており人員の移動が頻繁に起こらない企業

例えば、商社やメーカー、通信以外のインフラ関係の企業はあまり向いていないものと考えられる。

### 【参考文献】
1）　オフィス空間　広く使う法, 日経産業新聞,  1987年10月9日（金）, p.1